# Tibetansk mastiff
För andra betydelser, se Mastiff (olika betydelser).
Tibetansk mastiff (Wylie: Do-Khyi) är en hundras från Tibet och dess grannländer. Den är en boskapsvaktare (bergshund) och vakthund av molossertyp. Den moderna aveln är grundad i Storbritannien och USA. Det tibetanska namnet Do-Khyi betyder bandhund.

## Historia
Den tibetanska mastiffens äldsta omnämnande är från 1121 fvt. under Shangdynastin i Kina då kung Wu Yi (r. 1147–1113 fvt) fick en i gåva.[källa behövs] Den är senare omnämnd av Aristoteles (384–322 fvt) och i samband med Marco Polos (1254–1324) resor i Asien på 1270-talet. Marco Polo berättade om Tibet: "[..] De har hundar stora som åsnor och starka nog att jaga alla slags vilda djur [...]". Även Sven Hedin (1865–1952) berättade om rasen efter sina färder genom Tibet, bl.a. i boken "Mina hundar i Asien" som utkom 1952.
1847 skänktes en tibetansk mastiff till drottning Victoria av hennes vicekung i Indien. Även andra brittiska kungligheter fick tibetanska mastiffer i gåva och några fördes till Europa av diplomater. Tibetansk mastiff fanns i tillräckligt antal för att visas i Crystal Palace på 1906 års hundutställning, men flertalet av dessa tidiga tibetanska mastiffer hamnade på djurparker. Från 1931 ingick den i samma rasklubb som andra tibetanska raser och en rasstandard skrevs 1934, åtföljt av senare erkännande av Fédération Cynologique Internationale (FCI). Den stam som nu finns i västerlandet vilar på importer från Nepal och Bhutan på 1970-talet. Den första kullen föddes i Nederländerna. På senare år har nya importer från Kina och Taiwan bidragit till en större avelsbas.[källa behövs]

## Egenskaper
Den tibetanska mastiffen är inte en hund för vem som helst. Den är en gårds- och boskapshund med uttalad vaktinstinkt. Den larmar högt och tydligt och är känd för sitt respektingivande skall. Rasen är självständig och fattar egna beslut. Den behöver en ägare som är väl införstådd med rasens självständiga karaktär. 
Den tibetanska mastiffen behöver, trots sin självständighet, sin flock för att trivas. Det är ingen ras som mår bra att leva ett ensamt hundgårdsliv även om den gärna stannar ute i både snö och blåst. En tibetansk mastiff lever bäst som familjemedlem med tydligt uppdrag att hålla koll på folk, fä och gård.

## Utseende
Enligt rasstandarden ska tibetansk mastiff vara en kraftfull, tung och välbyggd hund med god benstomme. Den är imponerande med ett värdigt och allvarligt utseende. Rasen kombinerar mäktig styrka, tålighet och uthållighet; egenskaper som gör att den klarar av att arbeta i alla klimatförhållanden. Tibetansk mastiff utvecklas långsamt. Tikar är färdigutvecklade först i 2-3-årsåldern, hanhundar tidigast vid 4 år. Pälsen varierar starkt med årstiderna och mellan könen. Den skall ha tjockt täckhår och riklig underull. 
Rasen förekommer i flera färger. Följande finns angivna i rasstandarden: djupt svart (med eller utan tantecken), blå (med eller utan tantecken), golden (från mättat fawn till djupt röd) samt sobel. Alla färger skall vara så rena som möjligt. Tanfärgen varierar från djupt rött till ljusare nyanser. En vit fläck på bröstet är tillåtet. Ytterst små vita tecken på tassarna accepteras. Tantecken förekommer över ögonen, på den nedre delen av benen och på svansens undersida. Tantecken tolereras på nospartiet och i form av så kallade glasögon.